# デュッセルドルフ交響楽団
デュッセルドルフ交響楽団 (独: Düsseldorfer Symphoniker)はドイツ、デュッセルドルフのトーンハレ・デュッセルドルフに本拠を置くドイツで2番目に古い市立オーケストラである。トーンハレにおけるコンサート活動のみならず、デュースブルク・フィルハーモニー管弦楽団とともにライン・ドイツ・オペラのオーケストラとしても活動している。

## 歴史
ドイツで最も長い歴史と豊かな伝統を誇るオーケストラのひとつで、デュッセルドルフのオーケストラ文化は、およそ400年前まで遡ることが出来る。
1614年から宮廷都市としてデュッセルドルフはバロック音楽の中心地となり、デュッセルドルフ宮廷楽団が創設された。そのことにより華やかな音楽文化が花開き、ゲオルク・フリードリヒ・ヘンデルやアルカンジェロ・コレッリなどの音楽史上重要な多くの音楽家がこの宮廷楽団を訪れた。
1720年にデュッセルドルフの宮廷楽団が解散された後、宮廷楽団のメンバーはマンハイムにおいて現代のオーケストラ音楽の原点となるマンハイム楽派 の礎を築いた。 
1818年5月には第1回ニーダーライン音楽祭の一環としてデュッセルドルフ市立音楽協会が創設され、フリードリヒ・アウグスト・ブルグミュラーが初代「市立音楽監督」に任命された。 彼の後継者の音楽監督にはフェリックス・メンデルスゾーンやロベルト・シューマンなど歴史的な音楽家が名を連ねる。その後1864年にこのオーケストラは市のものとなり、デュッセルドルフはアーヘンに次いでドイツで2番目に市立オーケストラを設立した都市となった。また、1863年から1865年までレオポルト・アウアーがコンサートマスターを務めた。
2014年2月7日にはトーンハレ・デュッセルドルフの大ホールが、かつての音楽監督メンデルスゾーンに敬意を表して「メンデルスゾーン・ザール」として改名された。  
戦後、ハインリヒ・ホルライザー、ジャン・マルティノン、ウィレム・ヴァン・オッテルロー、ベルンハルト・クレーデヴィッド・シャローン、サルバドール・マス・コンデ、ジョン・フィオーレ、アンドレイ・ボレイコらが指揮者を務め、2015年よりアダム・フィッシャーを首席指揮者に迎えている。
現在、デュッセルドルフ交響楽団は130人の音楽家を有し、ドイツの伝統あるオーケストラの一つとして、ケルンやボンなどを有するノルトライン＝ヴェストファーレン州の州都デュッセルドルフの芸術文化をリードしている。
また、東京芸術大学名誉教授の山本正治が過去に首席クラリネット奏者を務めた。
2024年にOpus Klassik賞（持続可能性のためのイノベーション部門）を受賞した。 2025年にはヨーロッパの音楽メディアによるICMA（インターナショナル・クラシック・ミュージック・アワード）にて特別功労賞を受賞した。

## 指揮者
歴代音楽監督等は次のとおり。
- フリードリヒ・アウグスト・ブルグミュラー（英語版） (1812–1824)
- ルイ・シュポーア 及び フェルディナント・リース (暫定音楽監督 1824年 - 1833年)
- フェリックス・メンデルスゾーン (1833–1835)
- ユリウス・リーツ (1835–1847)
- フェルディナント・ヒラー (1847–1850)
- ロベルト・シューマン (1850–1854)
- ユリウス・タウシュ（ドイツ語版） (1854–1890)
- ユリウス・ブーツ (1890–1908)
- カール・パンツナー（英語版） (1908–1923)
- イェオリ・シュネーヴォイクト (1924–1925)
- ハンス・ヴァイスバッハ（英語版） (1925–1933)
- ヒューゴ・バルツァー（英語版） (1933–1945)
- ハインリヒ・ホルライザー (1945–1952)
- オイゲン・シュツェンカー（英語版） (1952–1960)
- ジャン・マルティノン(1960–1965)
- ラファエル・フリューベック・デ・ブルゴス (1966–1971)
- ヘンリク・チェズ（英語版） (1971–1974)
- ウィレム・ヴァン・オッテルロー (1974–1977)
- ベルンハルト・クレー (1977–1987)
- デヴィッド・シャローン (1987–1993)
- サルバドール・マス・コンデ（英語版） (1993–1999)
- ジョン・フィオーレ (2000–2008)
- アンドレイ・ボレイコ（英語版） (2009–2014)
- アダム・フィッシャー (首席指揮者) (2015-)[6]

## コンサート
ウィーン楽友協会やコンセルトヘボウなどでの演奏の他、ロシア、スペイン、ポーランド、中国、日本など世界中でツアーを行っている。
オーケストラは1年に約250回のコンサートを行っており、本拠地トーンハレ・デュッセルドルフでは定期演奏会の他にも家族向けコンサートや特別コンサート、ガラコンサートなどを行っている。
また、ライン・ドイツ・オペラ管弦楽団としてデュッセルドルフ、デュースブルクの２つの歌劇場でも演奏している。

## 録音
首席指揮者アダム・フィッシャーによるグスタフ・マーラー全交響曲(12曲)を、ドイツ放送協会と共同で録音した。 これは大変大きな成功を収め、2019年に第1番の録音が「BBC Music Magazine Award」の「最優秀オーケストラ録音」カテゴリーで受賞し、同じ年に第3番の録音が「opus Klassik」を受賞した。

## 社会的な活動
オーケストラはコンサート活動と同様に、教育活動も非常に重要視しており、オーケストラメンバーによる学校訪問や学生たちによるオーケストラのリハーサル訪問も行われている。
また、2001年よりデュッセルドルフ交響楽団は定期的に、若者向けのコンサートも午前中に行っている。

デュッセルドルフ交響楽団の公演の全ての入場券は特に27歳以下の若者や生徒達がコンサートを観覧しやすいように、わずか8ユーロから購入出来る。(あるいは半額)
さらに、デュッセルドルフ交響楽団はトーンハレのユースシンフォニーオーケストラ(15 -25歳)を支援しており、メンバーがレッスンをしたり、合同コンサートを開催したりしている。